# Aleksiej Kariakin
Aleksiej Wiaczesławowicz Kariakin (ros. Алексе́й Вячесла́вович Каря́кин; ur. 7 kwietnia 1980 w Kadyjewce) – ukraiński polityk i separatysta, przewodniczący parlamentu nieuznawanej międzynarodowo Ługańskiej Republiki Ludowej od 18 maja 2014 do 25 marca 2016.
Ukończył technikum w Kadyjewce (wówczas Stachanowie), zdobywając specjalizację z zakresu mechaniki samochodów. Prowadził mały sklep.
Wiosną 2014 poparł działania donbaskich separatystów. 5 kwietnia został zatrzymany wraz z 5 innymi osobami, jednak po szturmie na siedzibę SBU wypuszczono ich. Wspierał żołnierzy Berkutu i zbierał pieniądze na ich rehabilitację. Reprezentował lokalną ludność podczas spotkania z obserwatorami OBWE w kwietniu 2014.
W maju 2014 wybrany do parlamentu ŁRL z ramienia partii Pokój dla Ługańszczyny; został jego przewodniczącym. 6 października wybrany członkiem rady rewizyjnej partii. 25 marca 2016 pozbawiony urzędu przewodniczącego Rady Ludowej, wyjechał do Rosji. Obecnie listy gończe za nim wydała Ukraina z powodu zdrady i Ługańska Republika Ludowa z powodu szykowania puczu, niszczenia własności i nielegalnego transportu broni. Miał znaleźć się w więzieniu w październiku 2016.
Żonaty, ma trójkę dzieci. Jest kolekcjonerem broni.